# 除斥期間
除斥期間（英語：preemption）是一種民法上的概念，是指法律就某項權利所預定的行使期間，通常這裡所指的權利，係指形成權而言。除斥期間存在的目的是為了維持繼續存在的原有社會秩序，在民法維持社會秩序的機能上，佔有重要的地位。與請求權的消滅時效相較之下，除斥期間多為不變期間，不得由當事人任意或合意延長或縮短；且除斥期間一概自權利發生時起算，且其期間較短；當除斥期間屆滿之後，權利當然消滅，亦即形成權不能行使。且與消滅時效不同的，在於除斥期間是否屆滿，縱使當事人未主張，法院仍得依職權調查，此因除斥期間乃為維護社會秩序之設也。

## 外部連結
- 除斥期間,peremption （页面存档备份，存于）
- 消滅時效與除斥期間之區別 （页面存档备份，存于）